# باغ ولی خان
باغ ولی خان مربوط به دوره قاجاریه است و در شمال غربی ماهان، ابتدای خیابان شهید قرنی واقع شده و این اثر در تاریخ ۲۵ آبان ۱۳۸۴ با شمارهٔ ثبت ۱۳۷۸۲ به‌عنوان یکی از آثار ملی ایران به ثبت رسیده است.